# Mécanique des milieux non homogènes
 (janvier 2023).
Si vous disposez d'ouvrages ou d'articles de référence ou si vous connaissez des sites web de qualité traitant du thème abordé ici, merci de compléter l'article en donnant les références utiles à sa vérifiabilité et en les liant à la section « Notes et références ».
 (signalé en juin 2025).
Si vous disposez d'ouvrages ou d'articles de référence ou si vous connaissez des sites web de qualité traitant du thème abordé ici, merci de compléter l'article en donnant les références utiles à sa vérifiabilité et en les liant à la section « Notes et références ».
- Archive Wikiwix
- Bing
- Cairn
- DuckDuckGo
- E. Universalis
- Gallica
- Google
- G. Books
- G. News
- G. Scholar
- Persée
- Qwant
- (zh) Baidu
- (ru) Yandex
- (wd) trouver des œuvres sur Wikidata

La mécanique des milieux non homogènes est la branche de la physique qui étudie les comportements des milieux ou coexistent différentes parties et dont le comportement des différentes parties dépend des autres parties.
On peut étudier en particulier l'interface entre un milieu liquide et gazeux, qui donne naissance à des forces appelées tension superficielle, qui s'expriment notamment à travers la loi de Laplace ou la loi de Tate. La tension superficielle peut être contrôlée par des agents tensio-actifs.
On peut étudier aussi l'interface entre un milieu liquide et un milieu solide. On peut citer à titre d'exemple la capillarité décrite par la loi de Jurin ou définir un coefficient de mouillage. Un autre exemple est l'étude des colloïdes
Les milieux coexistants peuvent être tous liquides mais non miscibles. Ce qui donne l'occasion d'étudier des phénomènes comme la coalescence.
Discipline voisine : La rhéologie